# Allium iliense
Allium iliense är en amaryllisväxtart som beskrevs av Eduard August von Regel. Allium iliense ingår i släktet lökar, och familjen amaryllisväxter. Inga underarter finns listade i Catalogue of Life.